# Złoty Kij (Czechy)
Złoty Kij (czes. Zlatá hokejka) – nagroda przyznawana corocznie najlepszemu czeskiemu zawodnikowi w hokeju na lodzie.

## Nagrodzeni w Czechosłowacji
Wyróżnienie zostało pierwotnie ustanowione w czasie istnienia Czechosłowacji. Było przyznawane 25 razy w latach 1969-1993. W tym czasie honorowani byli zawodnicy występujący w rozgrywkach krajowych o mistrzostwo Czechosłowacji.
W tym okresie najczęściej był nagradzany Vladimír Martinec (cztery razy).
- 1969: Jan Suchý (Dukla Jihlava)
- 1970: Jan Suchý (Dukla Jihlava)
- 1971: František Pospišil (Poldi Kladno)
- 1972: František Pospišil (Poldi Kladno)
- 1973: Vladimír Martinec (HC Pardubice)
- 1974: Jiří Holeček (Sparta Praga)
- 1975: Vladimír Martinec (HC Pardubice)
- 1976: Vladimír Martinec (HC Pardubice)
- 1977: Milan Nový (HC Kladno)
- 1978: Ivan Hlinka (HC Litvínov)
- 1979: Vladimír Martinec (HC Pardubice)
- 1980: Peter Šťastný (Slovan Bratysława)
- 1981: Milan Nový (HC Kladno)
- 1982: Milan Nový (HC Kladno)
- 1983: Vincent Lukáč (HC Koszyce)
- 1984: Igor Liba (Dukla Jihlava)
- 1985: Jiří Králík (HC Gottwaldov)
- 1986: Vladimír Růžička (HC Litvinov)
- 1987: Dominik Hašek (HC Pardubice)
- 1988: Vladimír Růžička (Dukla Trenczyn)
- 1989: Dominik Hašek (HC Pardubice)
- 1990: Dominik Hašek (Dukla Jihlava)
- 1991: Bedřich Ščerban (Dukla Jihlava)
- 1992: Róbert Švehla (Dukla Trenczyn)
- 1993: Miloš Holaň (HC Vítkovice)

## Nagrodzeni w Czechach
Po podziale kraju, trofeum ma kontynuację w Czechach od 1994. Od tego czasu wyróżnienie dotyczy hokeistów zarówno grających w klubach czeskiej ekstraligi o mistrzostwo Czech, jak również występujących w innych ligach, np. NHL i KHL.
Konkurs organizuje czeska federacja hokejowa (CSLH) i odbywa się w drodze głosowania trójkołowego.
Od czasu wyodrębnienia Czech najczęściej był nagradzany Jaromír Jágr (11 razy na 21 plebiscytów).
Laureatem w 2013 został David Krejčí.
W 2020 po raz czwarty z rzędu nagrodę otrzymał David Pastrňák.
| Sezon | Zawodnik       | Klub                            |
| ----- | -------------- | ------------------------------- |
| 1994  | Roman Turek    | HC Czeskie Budziejowice         |
| 1995  | Jaromír Jágr   | Pittsburgh Penguins             |
| 1996  | Jaromír Jágr   | Pittsburgh Penguins             |
| 1997  | Dominik Hašek  | Buffalo Sabres                  |
| 1998  | Dominik Hašek  | Buffalo Sabres                  |
| 1999  | Jaromír Jágr   | Pittsburgh Penguins             |
| 2000  | Jaromír Jágr   | Pittsburgh Penguins             |
| 2001  | Jiří Dopita    | HC Slovnaft Vsetín              |
| 2002  | Jaromír Jágr   | Washington Capitals             |
| 2003  | Milan Hejduk   | Colorado Avalanche              |
| 2004  | Robert Lang    | Detroit Red Wings               |
| 2005  | Jaromír Jágr   | HC Rabat Kladno / Awangard Omsk |
| 2006  | Jaromír Jágr   | New York Rangers                |
| 2007  | Jaromír Jágr   | New York Rangers                |
| 2008  | Jaromír Jágr   | New York Rangers                |
| 2009  | Patrik Eliáš   | New Jersey Devils               |
| 2010  | Tomáš Vokoun   | Florida Panthers                |
| 2011  | Jaromír Jágr   | Awangard Omsk                   |
| 2012  | Patrik Eliáš   | New Jersey Devils               |
| 2013  | David Krejčí   | Boston Bruins                   |
| 2014  | Jaromír Jágr   | New Jersey Devils               |
| 2015  | Jakub Voráček  | Philadelphia Flyers             |
| 2016  | Jaromír Jágr   | Florida Panthers                |
| 2017  | David Pastrňák | Boston Bruins                   |
| 2018  | David Pastrňák | Boston Bruins                   |
| 2019  | David Pastrňák | Boston Bruins                   |
| 2020  | David Pastrňák | Boston Bruins                   |